# Armistead Maupin
Armistead Jones Maupin Jr. (Washington D. C., 13 de mayo de 1944) es un novelista estadounidense cuya obra más famosa es la saga de cuentos Historias de San Francisco.

## Carrera
Nació en Washington y se crio en la ciudad de Raleigh (Carolina del Norte). Cursó estudios en la Universidad de Carolina del Norte, donde egresó en 1966.
Sirvió en la Guerra de Vietnam entre 1967 y 1970, como oficial de comunicaciones y miembro de la patrulla fluvial.
Como periodista, trabajó entre 1970 y 1971 en el diario News and Courier, de Charleston (Carolina del Sur). También se desempeñó en la oficina de Associated Press de San Francisco.
Tuvo otros empleos hasta que en 1976 empezó a publicar Historias de San Francisco, que salían junto al diario San Francisco Chronicle. Los relatos describen la vida en la Costa Oeste, basándose en un grupo de amigos heterosexuales y homosexuales.
En cuanto a su vida privada, declaró públicamente su homosexualidad en 1974. Salió con Terry Anderson, activista por los derechos LGBT (Maupin también ha realizado actividades en esta área) y desde febrero del 2007 está casado con Christopher Turner, fotógrafo y productor de sitios web.

## Obra

### Historias de San Francisco
- 1978 Historias de San Francisco (traducción de Víctor Conill)
- 1980 Nuevas historias de San Francisco (traducción de Javier Lacruz)
- 1982 Más historias de San Francisco (traducción de Javier Lacruz)
- 1984 Babycakes
- 1987 Significant Others
- 1989 Sure of You
- 2007 Michael Tolliver Lives
- 2010 Mary Ann in Autumn
- 2014 The Days of Anna Madrigal

### Otros libros
- 1990 28 Barbary Lane
- 1991 Back to Barbary Lane
- 1992 Maybe the Moon
- 2000 El oyente nocturno (traducción de Matuca Fernández de Villavicencio)
- 2016 Goodbye Barbary Lane
- 2017 Logical Family: A Memoir

## Premios
- 2007 Premio Barbary Coast
- 2006 Premio Best Gay Read, otorgado por el Big Gay Read Literature Festival
- 2001 Premio al libro Gay, Lesbian, & Bisexual
- 1999 Premio Capital